# Seznam švedskih hokejistov na ledu
Seznam švedskih hokejistov na ledu.

## A
- Carl Abrahamsson
- Christer Abrahamsson
- Erik Abrahamsson
- Thommy Abrahamsson
- Boo Ahl
- Daniel Alfredsson
- Per-Johan Axelsson

## B
- Christian Bäckman
- Nicklas Bäckström
- Charles Berglund
- Patrik Berglund
- Sven Bergqvist
- Lars Björn
- Jonas Brodin
- Erik Burman

## C
- Yngve Casslind
- Joakim Cedin

## D
- Christian Djoos

## E
- Alexander Edler
- Simon Edvinsson
- Joel Eriksson Ek
- Oliver Ekman-Larsson
- Dennis Everberg

## F
- Viktor Fasth
- Peter Forsberg
- Johan Franzen
- Jonas Frögen
- Karl-Erik Fürst

## G
- Bengt-Åke Gustafsson
- Per Gustafsson

## H
- Yared Hagos
- Anders Hedberg
- Victor Hedman
- Jonathan Hedström
- Jonas Höglund
- Philip Holm
- Johan Holmqvist
- Leif Holmqvist
- Anders Huusko

## J
- Hans Jax
- Arne Johansson
- Calle Johansson
- Henry Johansson
- Magnus Johansson
- Stig-Göran Johansson
- Thomas Johansson
- Georg Johansson-Brandius
- Jonas Johnson
- Tomas Jonsson
- Carl Josefsson
- Kenny Jönsson
- Jörgen Jönsson

## K
- Magnus Kahnberg
- Gösta Karlsson
- Lars Karlsson (hokejist, rojen 1960)
- Lars Karlsson (hokejist, rojen 1966)
- Stefan Karlsson
- William Karlsson
- Yngve Karlsson
- Kenneth Kennholt
- Carl Klingberg
- John Klingberg
- Niklas Kronwall
- Marcus Krüger

## L
- Eddie Läck
- Gunnar Landelius
- Gabriel Landeskog
- Bengt Larsson
- Charles Larsson
- Jan Larsson
- Stefan Larsson (hokejist)
- Nicklas Lidström
- Petri Liimatainen
- Hans Lindberg
- Oscar Lindberg
- Göran Lindblom
- Erik Lindgren
- Lars Lindgren
- Mats Lindh
- Elias Lindholm
- Einar Lindqvist
- Erling Lindström
- Roger Lindström
- Sanny Lindström
- Stefan Liv
- Lars Ljungman
- Håkan Loob
- Lars-Gunnar Lundberg
- Torsten Lundborg
- Bertil Lundell
- Einar Lundell
- Staffan Lundh
- Henrik Lundqvist
- Joel Lundqvist
- Per Lundqvist
- Finn Lundström
- Börje Löfgren
- Harald Lückner

## M
- Jesper Mattsson
- Kjell-Rune Milton
- Fredrik Modin
- Nils Molander
- Ove Molin
- Tommy Mörth

## N
- Mats Näslund
- Tord Nänsén
- Birger Nilsson
- Kent Nilsson
- Lars-Göran Nilsson
- Nisse Nilsson
- Stefan Nilsson
- Lennart Norberg
- Björn Nord
- Anders Nordin
- Håkan Nordin
- Robert Nordmark
- Joakim Nordström
- Peter Nordström
- Roger Nordström
- Mattias Norström
- Håkan Nygren
- William Nylander

## O
- Nils-Olof Ohlsson
- Fredrik Olausson
- Einar Olsson (hokejist)
- Åke Olsson
- Linus Omark
- Thomas Östlund
- Peter Ottosson

## P
- Samuel Påhlsson
- Björn Palmqvist
- Matti Pauna
- Stefan Persson
- Wilhelm Petersén
- Bror Pettersson
- Håkan Pettersson
- Rolf Pettersson
- Ronald Pettersson
- Peter Popovic

## R
- Victor Rask
- Thomas Rhodin
- Rolf Ridderwall
- Leif Rohlin
- Magnus Roupé
- Thomas Rundqvist
- Petter Rönnqvist

## S
- Börje Salming
- Stig Salming
- Kjell Samuelsson
- Mikael Samuelsson
- Tommy Samuelsson
- Ulf Samuelsson
- Ulf Sandström (hokejist)
- Daniel Sedin
- Henrik Sedin
- Jan-Erik Silfverberg
- Lars-Erik Sjöberg
- Tommy Sjödin
- Carl Söderberg
- Ulf Sterner
- Thomas Steen
- Fredrik Stillman
- Roland Stoltz (rojen 1931)
- Roland Stoltz (rojen 1954)
- Anton Strålman
- Johan Strömwall
- Malte Strömwall
- Kurt Sucksdorff
- Reino Sundberg
- Niklas Sundblad
- Ronnie Sundin
- Michael Sundlöv
- Karl-Johan Sundqvist
- Niklas Sundström
- Patrik Sundström
- Peter Sundström
- Lennart Svedberg
- Einar Svensson
- Jan-Olof Svensson
- Lars Svensson
- Leif Svensson
- Magnus Svensson
- Håkan Södergren
- Tommy Söderström
- Patrik Sylvegård

## T
- Mats Thelin
- Michael Thelvén
- Sven Thunman
- Marcus Thuresson
- Ragnar Tidqvist
- Sven Tumba
- Hans Tvilling
- Stig Tvilling

## V
- Kjell-Arne Vikström
- Jan Viktorsson

## W
- Peter Wallin
- Rolf Wanhainen
- Mattias Weinhandl
- Ulf Weinstock
- Magnus Wernblom
- Gösta Westerlund
- Tommy Westlund
- Håkan Wickberg
- Louis Woodzack
- Göte Wälitalo

## Z
- Henrik Zetterberg
- Lars Zetterström